# Delirious (película de 1991)
Delirious es una película cómica de 1991 protagonizada por John Candy, Mariel Hemingway, Emma Samms, Raymond Burr, David Rasche, Dylan Baker y Charles Rocket.

## Sinopsis
Jack Gable es el guionista principal y productor de la telenovela Beyond Our Dreams. Consumido por su trabajo, alberga una atracción tácita por Laura Claybourne, la actriz egoísta que interpreta al personaje principal de Rachel Hedison.

## Reparto
- John Candy es Jack Gable.
- Mariel Hemingway es Janet DuBois/Louise.
- Emma Samms es Rachel Hedison/Laura Claybourne.
- David Rasche es Paul Kirkwood/Dennis.
- Charles Rocket es Ty Hedison.
- Dylan Baker es Blake Hedison.
- Jerry Orbach es Lou Sherwood.
- Renée Taylor es Arlene Sherwood.
- Raymond Burr es Carter Hedison.
- Andrea Thompson es Helen Caldwell/Lee.
- Zach Grenier es Mickey.
- Marvin Kaplan es Typewriter Repairman.
- Milt Oberman es Arnie Federman.
- Mark Boone Junior es el hombre del cable.
- Robert Wagner es Jack Gates.
- Margot Kidder es la mujer del restaurante.